# Barbershop
Barbershop (ˈbɑrbərˌʃɑp) či barbershopová hudba je styl vokální hudby bez doprovodu (a cappella) charakterizován konsonantními čtyřtónovými akordy pro každou notu melodie primárně v homofonní struktuře. Každý ze čtyř hlasů má svojí úlohu: Lead (angl. vůdčí) zpravidla zpívá melodii hlavní, tenor harmonizuje nad ní, bas zpívá nejnižší harmonizující tóny a baryton doplňuje akord obvykle tónově níže pod hlavní melodií.
Barbershop je zpíván zpravidla barbershopovým kvartetem – skupinou čtyř zpěváků, kde každý zpívá jeden hlas, nebo také barbershopovým sborem, který se velmi podobá sboru klasickému s výjimkou použitého žánru.
Hlasy v barbershopu, kromě basu, neodpovídají rozsahem úplně přesně protějškům v klasické hudbě. Rozsah tenoru odpovídá klasickému kontratenoru, baryton připomíná heldentenor nebo lyrický baryton a lead odpovídá klasickému tenoru. Barbershop zpívají mužské, ženské a i smíšené soubory. Názvy jednotlivých hlasů se označují u všech stejně.
Specifikum barbershopu je také tzv. zvonivý akord (angl. ringing chord), který vzniká díky spojení některých alikvót jednotlivých hlasů při čistém ladění. Vzniká tak dojem pětitónového akordu zpívaném pouze čtyřmi hlasy.
K produkci barbershopové hudby také nesporně patří unifikované oblečení a pohybová choreografie k pobavení diváků. 
V Česku zaštiťuje osvětu a pomáhá v účasti na mezinárodních soutěžích Česká asociace barbershopových zpěváků (CZABS)

## Definice
Americká barbershopová asociace (Barbershop Harmony Society) definuje barbershopovou hudbu takto:
Barbershopová harmonie je styl vokální hudby bez doprovodu charakterizovaný konsonantními čtyřtónovými akordy pro každou jednotlivou notu melodie primárně v homofonní struktuře. Melodii důsledně zpívá lead, tenor harmonizuje nad melodií, bas zpívá nejnižší harmonizující noty pod melodií a baryton akord doplňuje. Krátké pasáže mohou být zpívány i méně než čtyřmi hlasy.
Barbershopová hudba představuje skladby se srozumitelnými texty a jednoduše zpěvnými melodiemi, jejichž tóny jasně definují tónové centrum a zahrnují durové i mollové akordy a barbershopové (dominantní a sekundárně dominantní) septakordy, které se často rozvíjí po kvintovém kruhu, přičemž využívá i postupy jiné. Barbershopová hudba má také vyváženou a symetrickou formu. Aranžér zdobí základní skladbu a její harmonizace tak, aby vytvořil vhodnou podporu pro téma písně a aby skladbu efektně ukončil.
Barbershopoví zpěváci dolaďují tóny, aby dosáhli perfektně laděných akordů v čistém ladění, při tom však zůstávají věrni k danému tonálnímu centru. Umělecký zpěv ve stylu barbershopu naplňuje nebo rozšiřuje zvuk, přesně intonuje, předvádí vysoký stupeň pěveckých zdatností a vysokou úroveň jednoty a konzistence uvnitř souboru. V ideálním případě jsou tyto prvky přirozené, nemechanické a bez zjevné námahy.
Přednes barbershopové hudby používá vhodné hudební a vizuální metody, aby předal motiv písně a dal publiku emocionální uspokojení a zábavný zážitek. Hudební a vizuální projev přichází od srdce, uvěřitelně a citlivě k skladbě i celé aranži. Nejtypičtější provedení umělecky spojují hudební a vizuální aspekty, aby vytvořily a udržovaly iluze vyjádřené hudbou.